# حمید گروگان
حمید گروگان (متولد ۱۳۳۰) نویسندهٔ کتاب‌های کودک و نوجوان است. او بیش از پنجاه کتاب در این حوزه تألیف کرده‌است.
کتاب های هم چون رویای طهران قدیم ، تشنه لبان... و چندین کتاب های کودک و نوجوان 

## آثار
- یاد یار و دیار
- دلیران قلعه آخولقه
- حماسه میرزا کوچک
- در مکتب تجربه
- دفتر را باز کنیم
- آثار آل قلم
- سیمای مکه
- ای خدا من
- یار هم در کنار هم
- وفای به عهد
- شکوه شهادت
- قصه خوب مریم